# Теорема Радона

два варианта расположения четырёх точек на плоскости и их разбиения.

Теорема Радона — классический результат комбинаторной геометрии и  выпуклого анализа.

## Формулировка
Произвольное подмножество из {\displaystyle d+2} или более точек {\displaystyle d}-мерного евклидова пространства может быть разделено на два непересекающихся подмножества, чьи выпуклые оболочки имеют непустое пересечение.